# Complication (horlogerie)
Pour les articles homonymes, voir Complication.

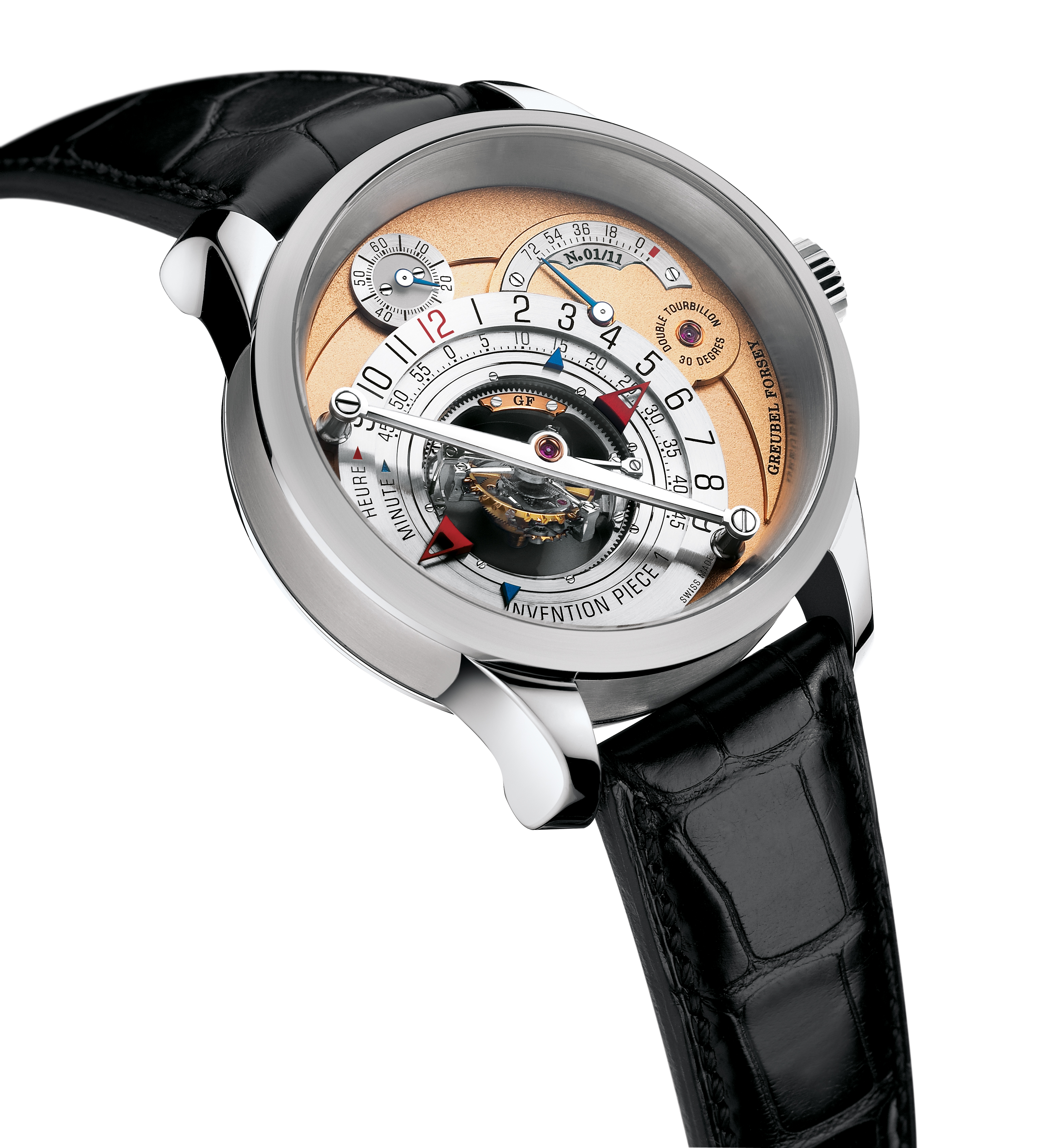
Montre à complication Greubel Forsey Invention Piece 1.

En horlogerie, une complication est une fonction autre que l'affichage de l'heure et des minutes. Ces fonctions sont particulièrement recherchées par les amateurs de montres mécaniques.

## Description
Ces fonctions peuvent être astronomiques (phase de la Lune, équation de temps, quantième perpétuel, heures du lever et du coucher du Soleil), pratiques (chronographe, grande sonnerie, répétition des minutes), techniques (date rapide, stop seconde), aiguilles des secondes, ou pour améliorer la précision de fonctionnement (à l'origine, le tourbillon).
Les complications sont des modules ajoutés au mouvement de la montre. Une pièce dite compliquée induit également une notion de haut savoir-faire horloger qui s'exprime autant dans la manufacture du calibre que dans le degré de finition du modèle.
C'est souvent l'accumulation de mécanismes dans l'espace réduit d'un boitier qui complexifie les montres. Parmi les montres les plus complexes du monde, on peut citer :
- La Leroy 01, commandée en 1897, est restée la plus complexe du monde avec 24 complications jusqu'en 1989[2].
- Le modèle « Référence 57260 » de Vacheron Constantin : son mouvement compte 57 complications, contenues dans l'espace d'une montre de poche. Ce travail a été réalisé par trois maîtres horlogers sur huit ans[3].
- Le modèle Aeternitas Mega 4 de Franck Muller : son mouvement, composé de 1483 pièces, compte 36 complications contenues dans l'espace d'une montre-bracelet [4].
- Le calibre 89 de Patek Philippe, une montre de poche comptant 33 complications[5].
- La montre de poche Berkley Grand Complication de Vacheron Constantin devient, en 2024, la montre la plus compliquée du monde, avec 63 complications. Le développement aura nécessité 3 maîtres horlogers, un atelier dédié pour des pièces exclusives, conçu pendant 11 ans, et l'assemblage 1 an sur demande de la même personne qui avait commandé la 57260[6].

La définition exacte d'une complication, et donc le décompte des complications pour une montre donnée, peuvent changer selon les auteurs et les époques. A titre d'exemple, l'affichage des secondes dans un petit cadran excentré était longtemps la norme, et une aiguille des secondes centrale était considérée comme une complication, car elle nécessitait de réaliser trois axes coaxiaux. À l'époque contemporaine, l'aiguille des secondes centrale est très répandue et n'est plus considérée comme une complication.

## Affichage de la date et du jour

### Quantième
L'affichage des quantièmes sur un disque est la complication horlogère la plus courante. Il prend généralement la forme d'un disque sur la périphérie du mouvement, sur lequel sont marqués les nombres de 1 à 31. Le disque avance chaque jour à minuit. Un « Guichet » (ouverture dans le cadran, généralement placée à 3 ou 6 heures) permet de lire la date. La « Date rapide » permet un réglage direct de la date sans changement de l'heure, on y accède généralement par une position intermédiaire de la couronne, parfois par un poussoir. La taille des chiffres est limitée, car il faut faire tenir les 31 écritures sur la périphérie. C'est pour cela que Rolex, notamment, a placé une loupe (appelée Cyclope) devant le guichet date de nombreux modèles. Le disque avance d'une unité, chaque jour vers minuit. La date doit donc être réglée manuellement à la fin du mois lorsque celui-ci ne compte pas 31 jours (donc cinq fois par an).

### Jours de la semaine
Généralement en complément de l'affichage des quantièmes, il s'agit d'afficher les jours, du lundi au dimanche. Le plus souvent, le nom du jour est abrégé en trois lettres (dans une langue donnée), et le disque des jours est placé à l'intérieur du disque des dates, sous un autre guichet. Il s'agit d'une complication assez courante, disponible sur des montres automatiques abordables comme la Seiko 5.

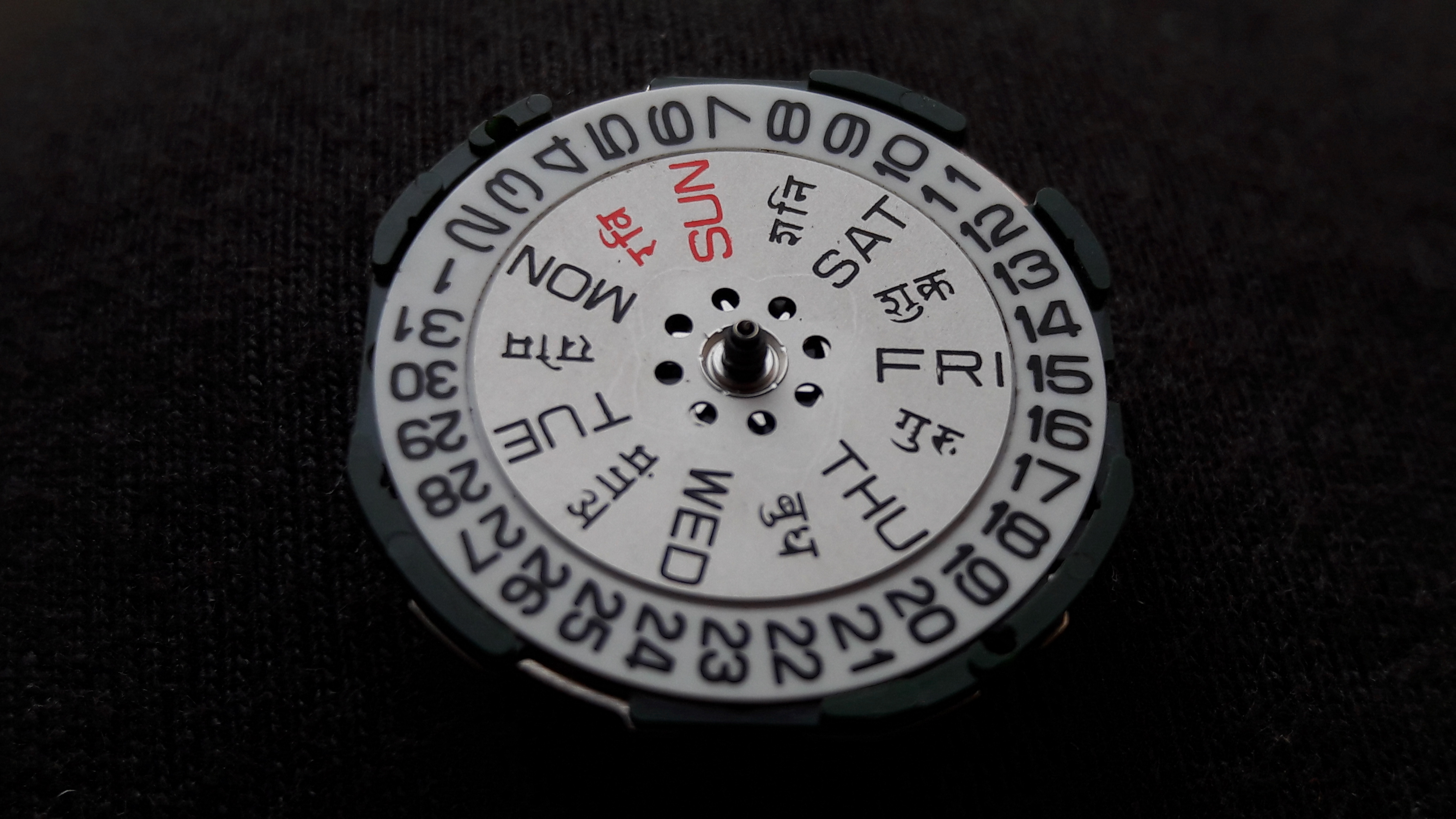
Mouvement avec un disque des jours en deux langues alternées et un disque des quantièmes.
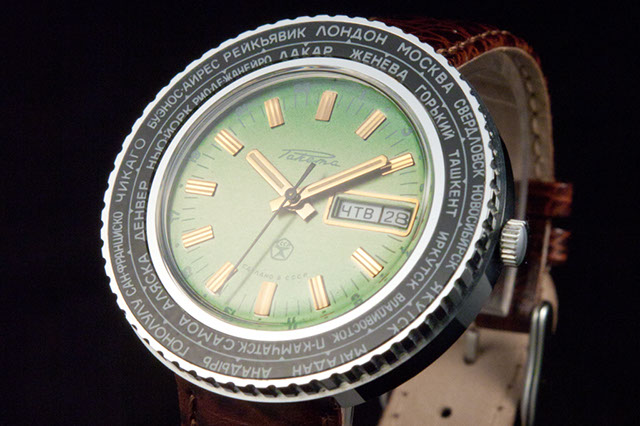
Montre russe avec deux guichets jour et quantième.
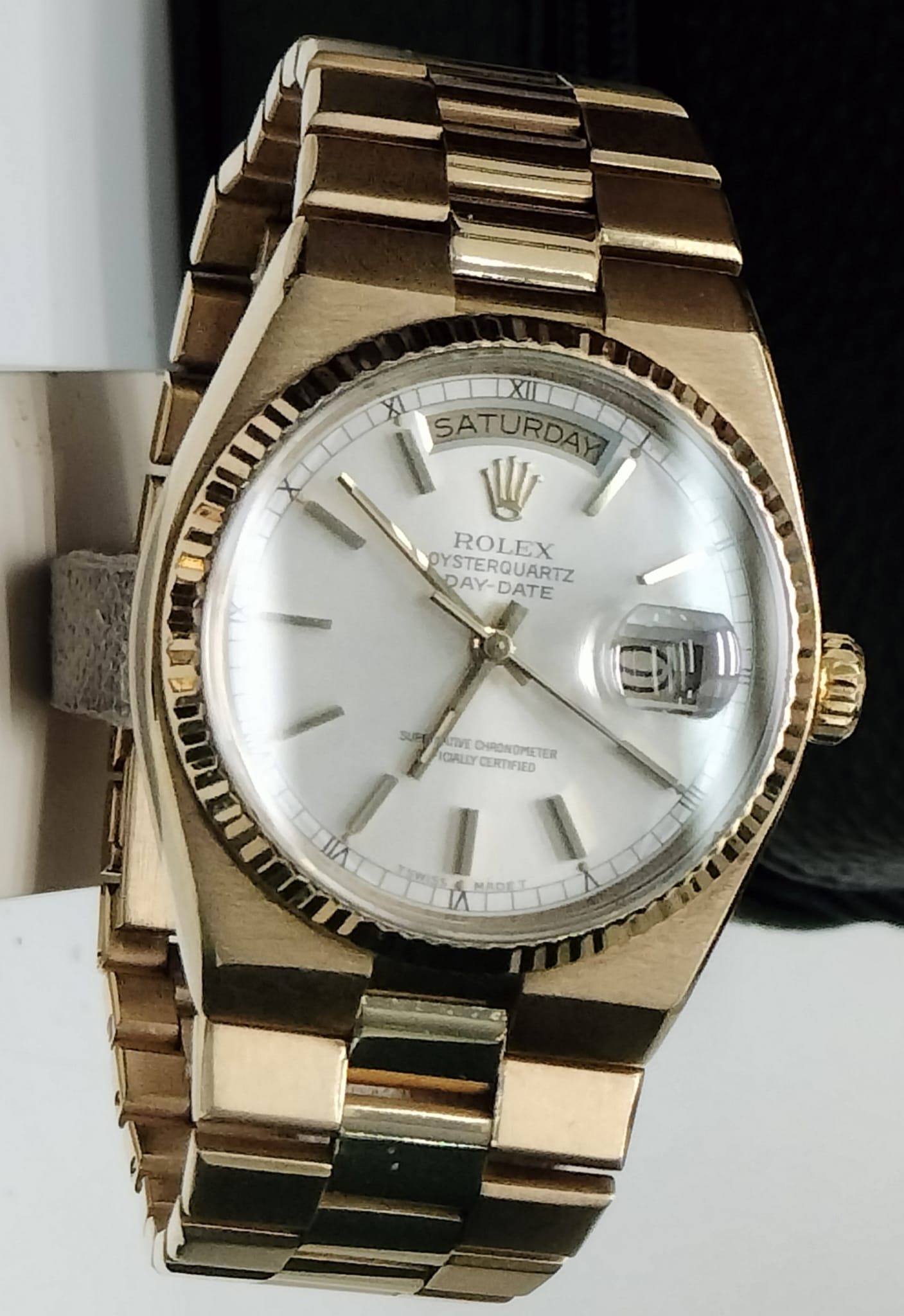
Rolex Day-date, affichant le jour en toutes lettres.

### Grande date

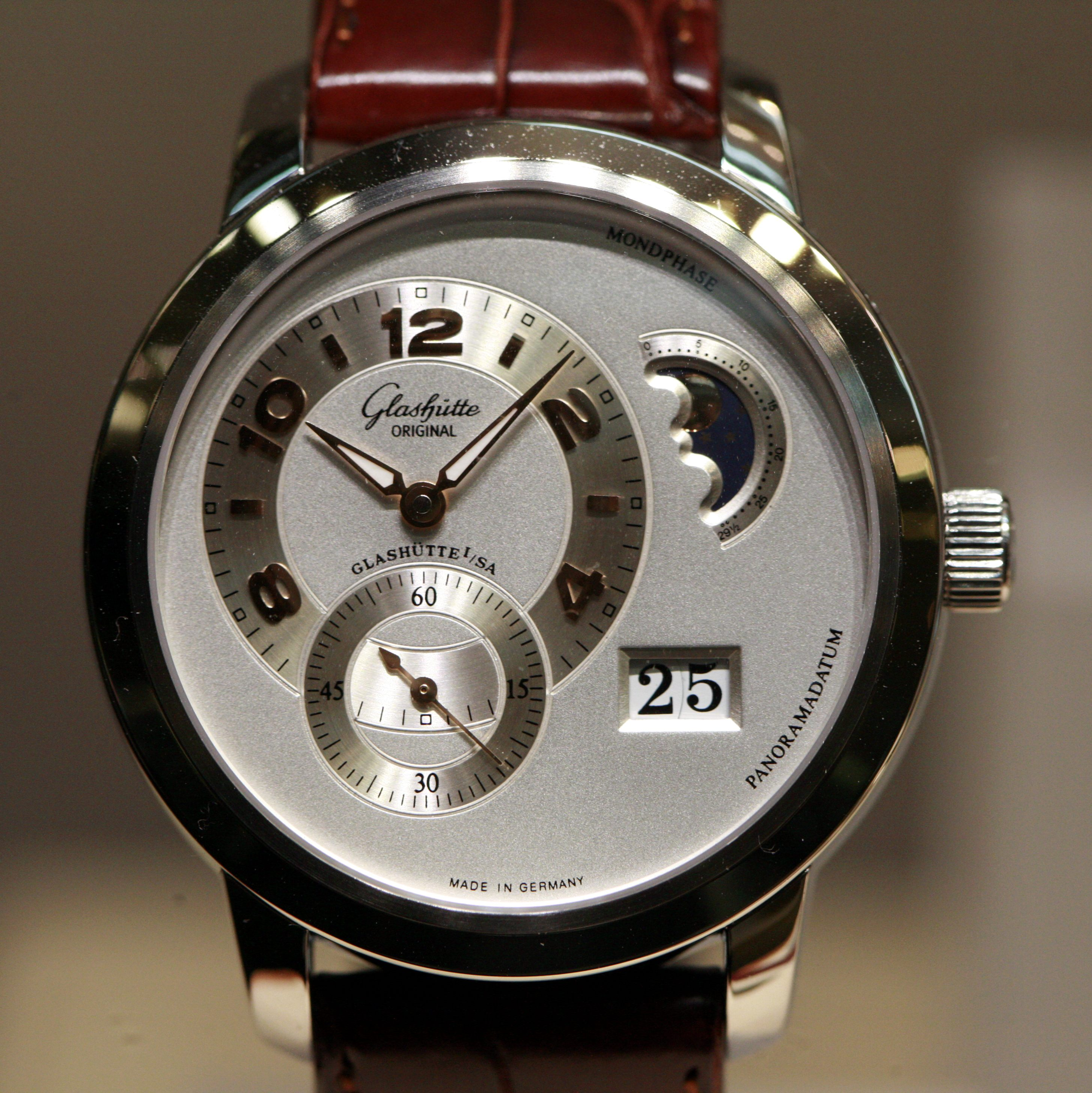
Affichage grande date.

La « grande date » a la même finalité qu'un disque de quantièmes, mais son fonctionnement est différent. Il y a deux disques indépendants, pour afficher les deux chiffres des quantièmes (les dizaines, de 0 à 3, et les unités, de 0 à 9). Cela permet un affichage centré sur le cadran (plutôt qu'en périphérie) et donne une meilleure lisibilité car les chiffres sont plus grands.

### Calendrier annuel
Un calendrier annuel ajoute, au décompte des quantièmes, un suivi du mois. Le mécanisme prend en compte la durée des mois (30 ou 31 jours), mais ne connaît pas la durée du mois de février. Il doit donc être réglé une fois par an, au premier mars.

### Calendrier perpétuel

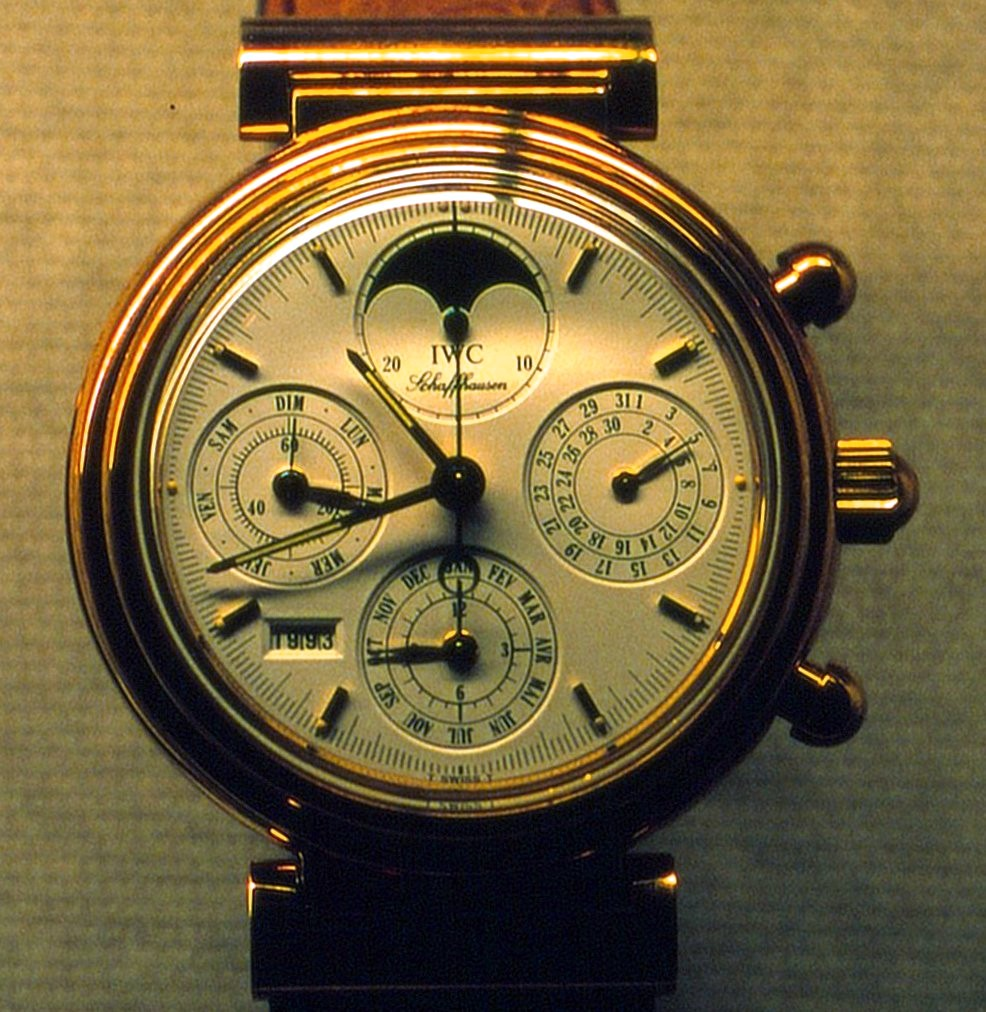
Montre IWC à calendrier perpétuel, indiquant le mardi 5 janvier 1993.

Au calendrier annuel, le calendrier perpétuel ajoute un décompte sur quatre années, ainsi, il tient compte des années bissextiles. La date ne doit donc être réglée que pour les années bissextiles sautées, soit trois fois tous les 400 ans (par exemple, au premier mars 2100, 2200, 2300, mais pas 2400).
Le « Quantième perpétuel séculaire » prend en compte les cycles de 100 ans du calendrier grégorien avec les années bissextiles sautées tous les 100 ans. La date doit donc être réglee seulement une fois tous les 400 ans.

## Fuseaux horaires

### Complication GMT
La complication dite GMT permet d'afficher l'heure d'un deuxième fuseau horaire. Pour cela, il y a une quatrième aiguille (dans le cadran principal ou en sous cadran), qui fonctionne comme celle d'une montre 24h : c'est-à-dire qu'elle fait un tour complet en 24 heures, et non douze, étant en haut à minuit. Elle peut être indépendante de l'affichage heures-minutes. Ainsi, sur la photo ci-contre, l'heure locale se lit normalement (10h15). L'aiguille supplémentaire pointe vers l'index « 4 », mais, fonctionnant en 24 heures, elle indique en fait 8 heures. Il est donc 8h15 sur le deuxième fuseau horaire suivi. La lunette tournante sur ce modèle permet de suivre un troisième fuseau horaire, décalé, sur la photo, de quatre heures par rapport au deuxième, il est 12h15 sur ce troisième fuseau.
On distingue 2 types de complication GMT :
- GMT 'de bureau' : permet de régler l'aiguille des 24h seule sans bouger l'aiguille des heures et des minutes, généralement par incréments d'une heure. Son surnom est du au fait qu'elle permet de changer le fuseau horaire suivi par l'aiguille des 24h sans avoir à re-régler les heures et minutes, ce qui peut être utile pour connaitre l'heure chez un correspondant à l'étranger.
- GMT 'voyageur' : permet de régler l'aiguille des heures sans bouger l'aiguille des 24h et des minutes, là aussi par incréments d'une heure. Son surnom vient de sa capacité à adapter rapidement l'aiguille des heures à l'heure locale du pays visité, sans avoir à re-régler les minutes et en gardant une heure de référence sur l'aiguille des 24h (par exemple l'heure de chez soi ; ou l'heure UTC pour un pilote). Cette complication est généralement un peu plus haut de gamme, car, contrairement au GMT 'de bureau', il est plus difficile de l'ajouter à un mouvement existant.

### Heure universelle

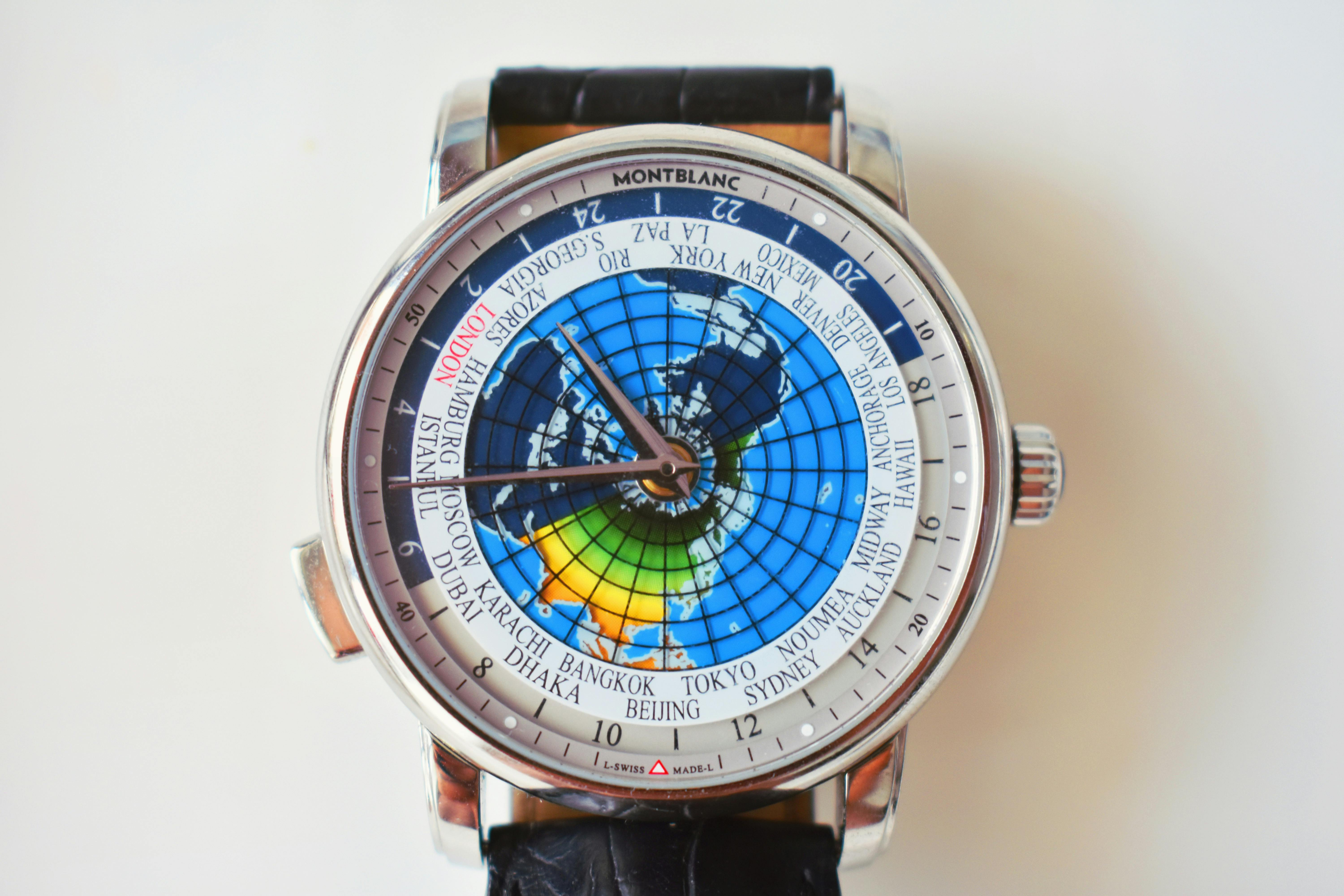
Montre Montblanc à heure universelle

La complication dite 'heure universelle' permet d'afficher simultanément l'heure dans 24 fuseaux horaires différents. Ceci est fait au moyen de 2 anneaux : un est gradué de 1 à 24h, l'autre représente les 24 fuseaux horaires, en général avec le nom d'une ville emblématique du fuseau horaire. Un des anneaux (souvent celui des 24h) tourne une fois par 24h. Ceci permet à la montre, une  fois bien réglée, de toujours présenter la bonne heure en face de chaque fuseau horaire. L'aiguille locale des minutes permet de compléter la lecture. Par exemple, une montre à heure universelle réglée pour son heure locale à Karachi (UTC+5h) indiquant 12h15, affichera 12 en face du fuseau horaire de Karachi, 7 en face du fuseau horaire UTC, et 16 en face du fuseau horaire du Japon (UTC+9h). Ceci permet donc de savoir qu'il est 7h15 à l'heure UTC et 16h15 au Japon directement sur le cadran. Les mécanismes pour régler correctement la montre (heure/minutes classique et disque de 24h) varient en complexité mécanique et en facilité d'utilisation.
En général, cette complication (comme les calibres GMT) ne permet pas directement de lire l'heure des pays étant sur des fuseaux horaires décalés de 15, 30, ou 45 minutes par rapport aux heures pleines.
De plus, cette complication ne permet pas de prendre en compte les changements entre heure été et heure hiver pour les pays qui sont concernés. Par exemple, Paris étant en UTC+1h en hiver et UTC+2h en été, une montre à heure universelle avec 'Paris' sur l'anneau des fuseaux horaires n'indiquera pas la bonne heure pour Paris la moitié de l'année : si Paris est indiqué sur le fuseau UTC+1h, elle sera correcte en hiver et décalée d'1h en été. Certaines montres particularisent les villes concernées par le changement d'heure sur l'anneau des fuseaux horaires : via une couleur différente, un symbole, etc.

Pour remplir une fonction similaire sans mouvement à heure universelle proprement dit, certaines montres ont une lunette tournante avec les 24 fuseaux horaires et un anneau fixe de 24h. Ceci permet au porteur, en tournant la lunette pour faire correspondre la bonne heure sur un des fuseaux, d'avoir la bonne heure sur tous. Ceci peut être avantageusement associé à un mouvement GMT. Bien que ces montres puissent être dite à heure universelle, il ne s'agit pas à proprement parler de la complication d'horlogerie.

## Chronographe

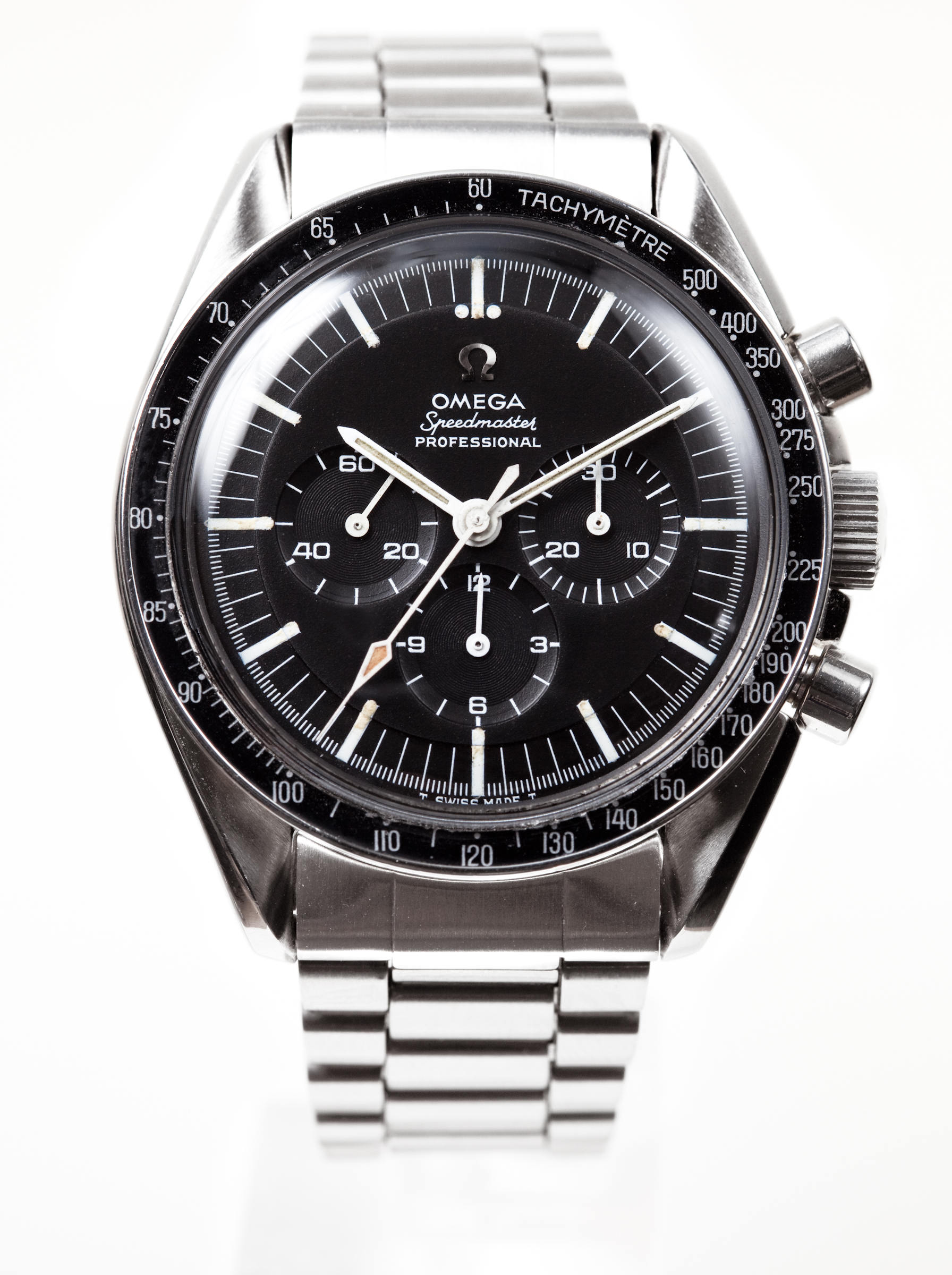
Montre Omega Speedmaster équipée d'un chronographe avec trois sous-cadrans.

Un Chronographe : permet la mesure d'une durée, généralement sous la forme : seconde, minutes, et heures. Toutefois, certains chronographes de montres de poignet permettent la mesure au quart, dixième, voire dix millième de seconde. Le chronographe est souvent appelé, à tort, "chronomètre" dans le langage populaire. La dénomination "chronomètre" est en fait une certification donnée à des montres dont les mouvements ont réussi avec succès différents tests de qualité et de fiabilité (précision, résistance à différentes températures, etc.) organisés par le COSC (Contrôle Officiel Suisse des Chronomètres).
Il en existe des variantes :
- Chronographe à retour en vol ou « Flyback » : permet de lancer un nouveau chronométrage lorsque le premier est déjà en marche en appuyant sur un seul poussoir (généralement en appuyant sur le poussoir de mise à zéro).
- Chronographe à « rattrapante » : une deuxième aiguille permet de mesurer des temps intermédiaires, puis de « rattraper » instantanément l’autre aiguille principale du chronographe.
- Chronographe « concentrique » : permet une lecture plus « intuitive » de la durée mesurée : dans un seul cadran.

## Sonneries
- Grande et petite sonneries : émet un signal sonore au passage des heures et des quarts. La petite sonnerie sonne les quarts sans répéter les heures, la grande sonnerie sonne les quarts en répétant les heures[13].
- Répétition : permet de sonner les heures à la demande après l'activation d'un poussoir (souvent situé entre 7 h et 9 h). Généralement le mécanisme produit un son différent pour les heures, quarts et minutes (en indiquant les heures -ton grave- les quarts -ton grave et aigu- et les minutes -ton aigu). Des variantes de cette complication sont la répétition de la date ou des quarts seulement[14].
- Réveil : permet de programmer une sonnerie pour une heure.

## Complications de conception

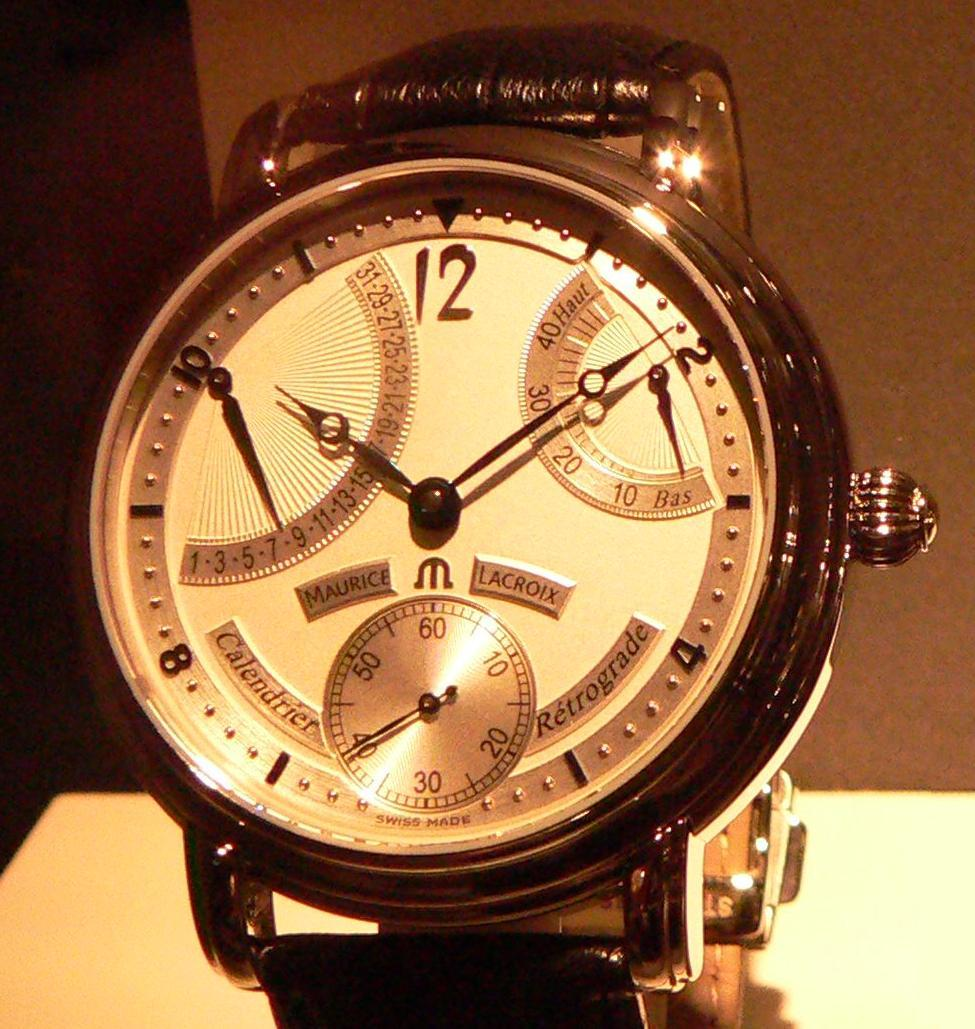
Montre avec aiguilles rétrogrades.

### Stop-seconde
Le « Stop seconde » permet d'arrêter l'aiguille des secondes lors du réglage. En pratique, il s'agit d'un petit levier qui vient bloquer le mouvement du balancier quand la couronne est tirée. Cette fonction permet de régler l'heure à la seconde près par rapport à une heure de référence, et, ainsi, de mesurer beaucoup plus facilement la dérive de la montre. C'est une fonction très courante (au point de ne pas être toujours comptée comme complication), sans être pour autant universelle.

### Indicateur de Réserve de marche
Il s'agit d'un sous-cadran montrant la position du barrillet, et le temps de fonctionnement restant, avant que la montre ne doive être remontée. Ce temps peut varier de 36 heures à une cinquantaine de jours.

### Aiguille rétrograde
Il s'agit d'un système d'affichage non circulaire. L'aiguille n'effectue pas un tour complet, mais un trajet d'un point A à un point B. Une fois la mesure de A à B effectuée, l'aiguille retourne « en arrière » au point A, d'où le nom de « rétrograde ». Un tel affichage peut s'appliquer à presque toutes les indications d'une montre (secondes, minutes, heures, date et même jour de la semaine ou chronographe).

### Affichage sautant
ll s'agit du saut de l'aiguille, ou plus souvent de l'affichage numérique, lors du passage de l'heure ou de la minute. Cela facilite une lecture en évitant de cacher une partie du chiffre.

### Seconde morte
La trotteuse bouge ponctuellement une fois par seconde, et non pas continuellement. Contrairement aux montres à quartz (où la seconde est presque toujours "morte"), sur une montre mécanique, elle relève d'une véritable complication.

### Heure mystérieuse
Cette complication esthétique consiste à donner l’impression qu'une ou plusieurs aiguilles "flottent", n'étant apparemment reliées à aucun axe. Cette complication est le plus souvent réalisée à l'aide de disques transparents solidaires de l'aiguille et entraînés par l'extérieur.

### Tourbillon
Le Tourbillon est un mécanisme qui encapsule tout l'organe régulateur de la montre dans une cage qui tourne sur elle-même, généralement une fois par minute. Il permet de compenser les influences liées à la gravité terrestre sur le mouvement de la montre et en principe d'améliorer la précision. L'utilité du tourbillon se vérifie quasi-exclusivement dans les montres à gousset. (la position de la montre sur son porteur étant toujours la même).

### Mécanisme à sec
Mécanisme sans huile, ce qui demande un usinage et des matériaux très coûteux.

### Régulateur
Les aiguilles des heures et des minutes ne sont pas coaxiales, l'aiguille des minutes étant le plus souvent au centre, ce qui permet de favoriser la lecture des minutes. Cette complication est nommée en référence aux horloges-régulateur qui possédaient cette caractéristique, c'est aujourd’hui surtout une originalité de design.

### Heure vagabonde
L'heure vagabonde est une complication qui permet d'afficher l'heure à l'aide d'un système de satellites qui gravitent le long d'une échelle des minutes disposée en forme d'arc. 

## Fonctions astronomiques

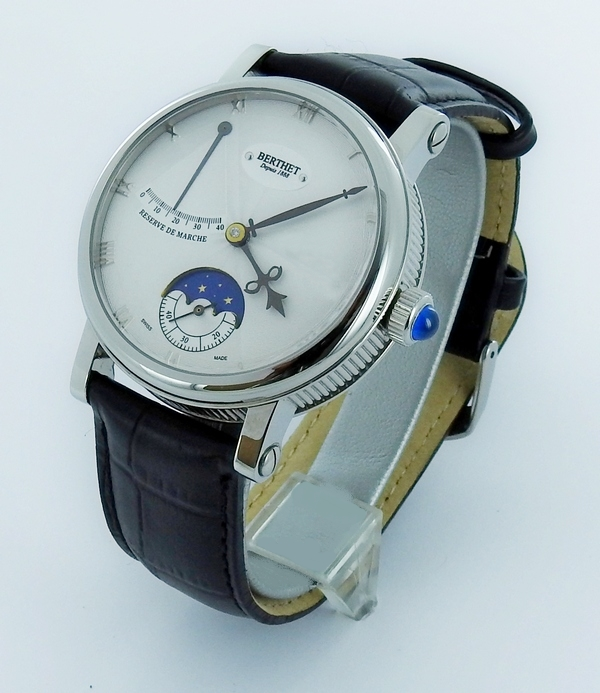
Montre avec phase de lune, petite seconde excentrée et indicateur de réserve de marche.

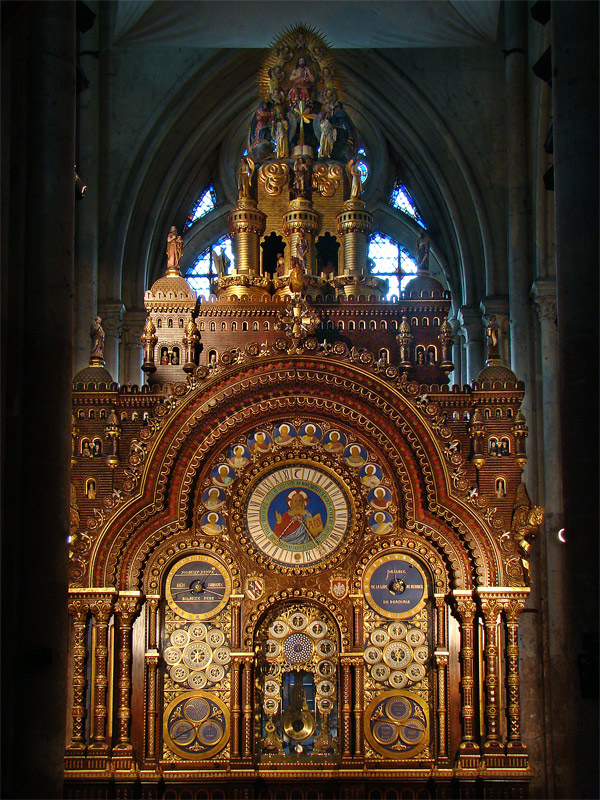
Horloge astronomique de Beauvais.

Les complications astronomiques s'inscrivent dans une tradition qui remonte aux horloges astronomiques du Moyen Âge.

### Phase de Lune
L'indication des phases de la Lune est une complication relativement répandue. Sa forme la plus courante est celle d'un disque partiellement masqué sous le cadran (cf photo), et portant deux images de la lune, qui est entraînée par une roue de 59 dents et avancée, comme le disque de date, d'un cran chaque jour. Ainsi, la durée du mois lunaire est approximée à 29,5 jours, ce qui est 44 minutes de moins que la réalité. Cela signifie qu'après environ deux ans et demi, l'indicateur de phase de lune a pris une journée d'avance.
L'indicateur de phase de Lune dit « astronomique » est une version beaucoup plus précise, plus complexe à réaliser, qui ne dérive d'une journée qu'après 122 ans.

### Maréographe
Cette complication assez rare utilise en une aiguille qui décrit un tour de son sous-cadran en 12 heures, 25 minutes et 15 secondes, indiquant le cycle des marées.

### Divers
Il existe de nombreuses autres complications astronomiques, beaucoup plus rares : 
- Indication de l'heure de lever et de coucher de la Lune ou du Soleil.
- Indication des coefficients de marées.
- Équation du temps : affiche la différence entre le temps solaire «vrai» (celui de la nature) et le temps solaire «moyen»[22]
- Carte du ciel.

## Fonctions non horlogères
Certaines montres intègrent des affichages totalement indépendants du mouvement d'horlogerie : une boussole, un thermomètre, un baromètre par exemple.